# Wyrd
Pour les articles homonymes, voir Wyrd (homonymie).

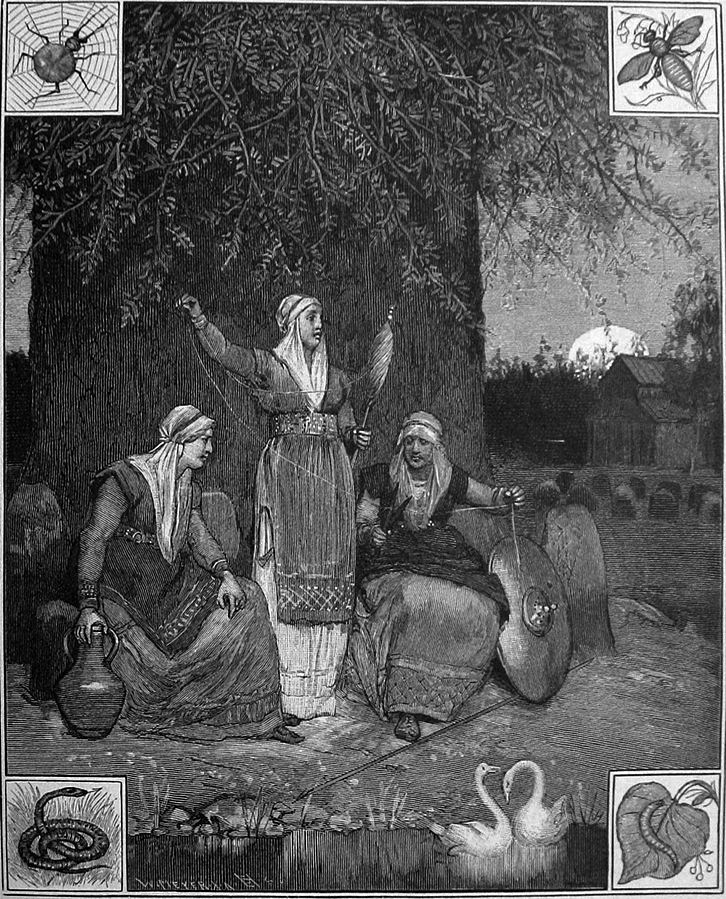
Les Nornes tissant les fils du destin sous l’arbre Yggdrasil.

Le Wyrd (ou Örlog) est une représentation du destin dans la mythologie nordique.

## Étymologie
Wyrd est vraisemblablement un mot issu du vieil anglais wyrd signifiant 'le sort, le destin' (à rapprocher du vieux saxon wurd et du vieux haut allemand wurt), de la même racine que le verbe weorðan ('devenir', lié au vieux saxon werðan, au néerlandais worden et à l'allemand werden), lui-même vraisemblablement dérivé d’une racine indo-européenne *wert- signifiant tourner (latin vertere que l'on retrouve dans convertir en français). Ce mot est également à rapprocher au vieux norrois urðr signifiant le passé. Ce terme est associé à la rivière Urd et à la Norne du passé qui porte le même nom.
Wyrd signifie également « estime » en vieil anglais (vyrð en vieux norrois). Les racines germaniques *wurdiz et *werþaną se retrouvent aujourd'hui en anglais dans le verbe to worth, ancien verbe signifiant 'devenir' et dans l'adjectif weird signifiant 'étrange'. On retrouve également cette racine dans le verbe néerlandais worden ('devenir') ; l'allemand werden ('devenir') ; dans le danois vorde (ancien verbe signifiant 'devenir') ; le suédois varda (ancien verbe signifiant 'devenir') et dans l'islandais et le féroïen verða ('devoir, devenir').

## Description
Le Wyrd est sans doute un des aspects les plus importants de la pensée nordique. Il est produit par les Nornes, les trois déesses du destin qui, telles les Parques, tissent en permanence une toile infinie dont chaque fil représente un être. Le Wyrd conduit l’univers et tous les êtres des neuf mondes y sont soumis, même les dieux. Dans la pensée nordique, le moindre brin d’herbe dispose de son fil et le Wyrd tient compte aussi du destin des pierres.
Ce réseau de fils vibre, au gré des naissances, des décès et des bouleversements. Chaque événement modifiant la vibration d’une destinée peut avoir un impact sur d’autres éléments de la toile car tous sont liés les uns aux autres.
C’est le travail du devin de détecter et d’interpréter les vibrations du Wyrd, travail utile car la toile n’est pas figée et il est toujours possible, dans la pensée nordique, d’infléchir le destin. En effet, la Norne du futur se nomme Skuld, nom qui signifie qui devrait advenir. Le wyrd est donc en résumé le monde de l’esprit.